# Henry L. Waldo
Henry Linn Waldo (* 16. Januar 1844 in Missouri; † 10. Juli 1915 in Kansas City, Missouri) war ein US-amerikanischer Jurist und Politiker (Demokratische Partei).

## Werdegang
Henry Linn Waldo kam 1844 als Sohn von L.L. Waldo und seiner Ehefrau Mary E., geborene Cantrell, in Missouri zur Welt. Seine ersten Lebensjahre waren vom Mexikanisch-Amerikanischen Krieg überschattet. Waldo erhielt eine bescheidene Schulbildung an Gemeinschaftsschulen in seinem Heimatcounty. Später besuchte er mehrere Monate lang die University of Missouri.
Während des Sezessionskrieges reiste er 1862 in einer großen Reisegesellschaft von George Bryant mit und überquerte so die Great Plains, um in das Santa Fe County (New-Mexico-Territorium) zu gelangen. Waldo kehrte nach Westport zurück. Im Folgejahr zog er nach Kalifornien, wo er Jura studierte und eine Zulassung als Anwalt erhielt.
Im Jahr 1870 heiratete er Lucy Maria Mills (1842–1932), Tochter von Dr. Augustus Mills und seiner Ehefrau Eliza, geborene Buckner, aus Kentucky. Das Paar bekam fünf Kinder, drei von ihnen, Mamie, Thomas Adams († 1929) und Helen (1884–1959), überlebten. Ein Sohn namens Henry Linn junior starb am 26. Januar 1892 in Exeter (New Hampshire) an den Folgen eines Sturzes, den er sich beim Training in der Sporthalle am Eastern College zuzog, welches er damals besuchte.
Waldo kehrte 1873 von Kalifornien nach Santa Fe County zurück. Dort trat er der Anwaltspraxis Catron and Elkins bei, welche von den Anwälten Thomas B. Catron und Stephen Benton Elkins betrieben wurde. In der Folgezeit vertrat er die Interessen von Elkins, welcher zu jener Zeit als Delegierter vom New-Mexico-Territorium im Kongress in Washington, D.C. saß. Präsident Ulysses S. Grant ernannte Waldo am 10. Januar 1876 zum Chief Justice am Supreme Court of New Mexico Territory. Waldo bekleidete den Posten bis zu seinem Rücktritt zwei Jahre lang. Seine Zeit als Richter war für das Gericht und die Anwälte gleichermaßen sehr zufriedenstellend. Zu jener Zeit in der Geschichte von New Mexico war er üblich für einen Attorney die Geschworenen in Spanisch anzusprechen. Richter Waldo setzte dem Ganzen ein Ende und erzwang den Einsatz von Dolmetschern.
Nach seinem Rücktritt nahm er wieder seine Tätigkeit als Anwalt auf. Waldo ging eine Partnerschaft mit William Breeden ein, einem angesehenen Mitglied der Anwaltskammer von New-Mexico-Territorium zu jener Zeit. Kurz nach seinem Rücktritt von seinem Posten als Chief Justice ernannte ihn der Gouverneur vom New-Mexico-Territorium Samuel Beach Axtell zum neuen Attorney General vom New-Mexico-Territorium, um die Vakanz zu füllen, die durch den Rücktritt von Breeden entstand. Diesen Posten bekleidete er bis 1880, als sein Partner, William Breeden, durch Gouverneur Lionel Allen Sheldon zum Attorney General vom New-Mexico-Territorium ernannt wurde. Bei seiner Ernennung zum Chief Justice sowie der Berufung zum Attorney General war Waldo ein prominentes Mitglied der Demokratischen Partei. Diese Tatsache schien aber für die Regierung nichts ausgemacht zu haben, welcher der Republikanischen Partei angehörte. Während seiner Zeit als Attorney General vertrat er das Territorium vor den Gerichten und war dabei durchwegs erfolgreich.
Im Jahr 1883, als die Rechtsabteilung der Santa Fe Railroad Company systematisiert wurde, ernannte man ihn zum Solicitor für das New-Mexico-Territorium – einen Posten, welchen er bis Januar 1912 innehatte. Wegen seiner neuen Anstellung gab er 1883 seine Anwaltspraxis auf und löste seine Partnerschaft mit William Breeden auf. Danach ging er seinen Pflichten als Berater für das Unternehmen in all seinen Geschäftsbeziehungen in New-Mexico-Territorium nach.
Obwohl er nie ein Mitglied der Legislative Assembly vom New-Mexico-Territorium war, verfasste er viele gesetzgebende Verordnungen. Zur selben Zeit wurden infolge seines großen Einflusses viele vorgeschlagene Gesetzesentwürfe, welche in ihrer Tendenz fehlerhaft und schädlich waren, nicht verabschiedet.
Waldo wurde auf dem Elmwood Cemetery in Kansas City beigesetzt.

## Ehrungen
Die Gemeinde Waldo im Santa Fe County (New Mexico) wurde nach ihm zu Ehren benannt.